# KK Koper Primorska
Košarkarski klub Koper Primorska (krajše KK Koper Primorska ali Koper Primorska; ita. Club di pallacanestro Capodistria Litorale) je nekdanji slovenski moški košarkarski klub iz Kopra. Ustanovljen je bil leta 2016 z združitvijo KD Koš Koper in KK Lastovka Domžale. Med 2016 in 2019 se je klub imenoval KK Sixt Primorska. Primorska je osvojila slovensko državno prvenstvo (2018-2019), trikrat je bila pokalni zmagovalec (2018, 2019, 2020), dvakrat je osvojila slovenski superpokal (2018, 2019) in drugo jadransko ligo (2018-2019). Zaradi neigranja tekem z nasprotniki je bil klub decembra 2020 izključen iz Lige ABA, kmalu za tem je izstopil iz slovenske lige in pokalnega tekmovanja.